# یواس‌اس سی پوچر (اس‌اس-۴۰۶)
یواس‌اس سی پوچر (اس‌اس-۴۰۶) (به انگلیسی: USS Sea Poacher (SS-406)) یک زیردریایی است که طول آن ۳۱۱ فوت ۸ اینچ (۹۵٫۰۰ متر) می‌باشد. این زیردریایی در سال ۱۹۴۴ ساخته شد.